# Chavizm

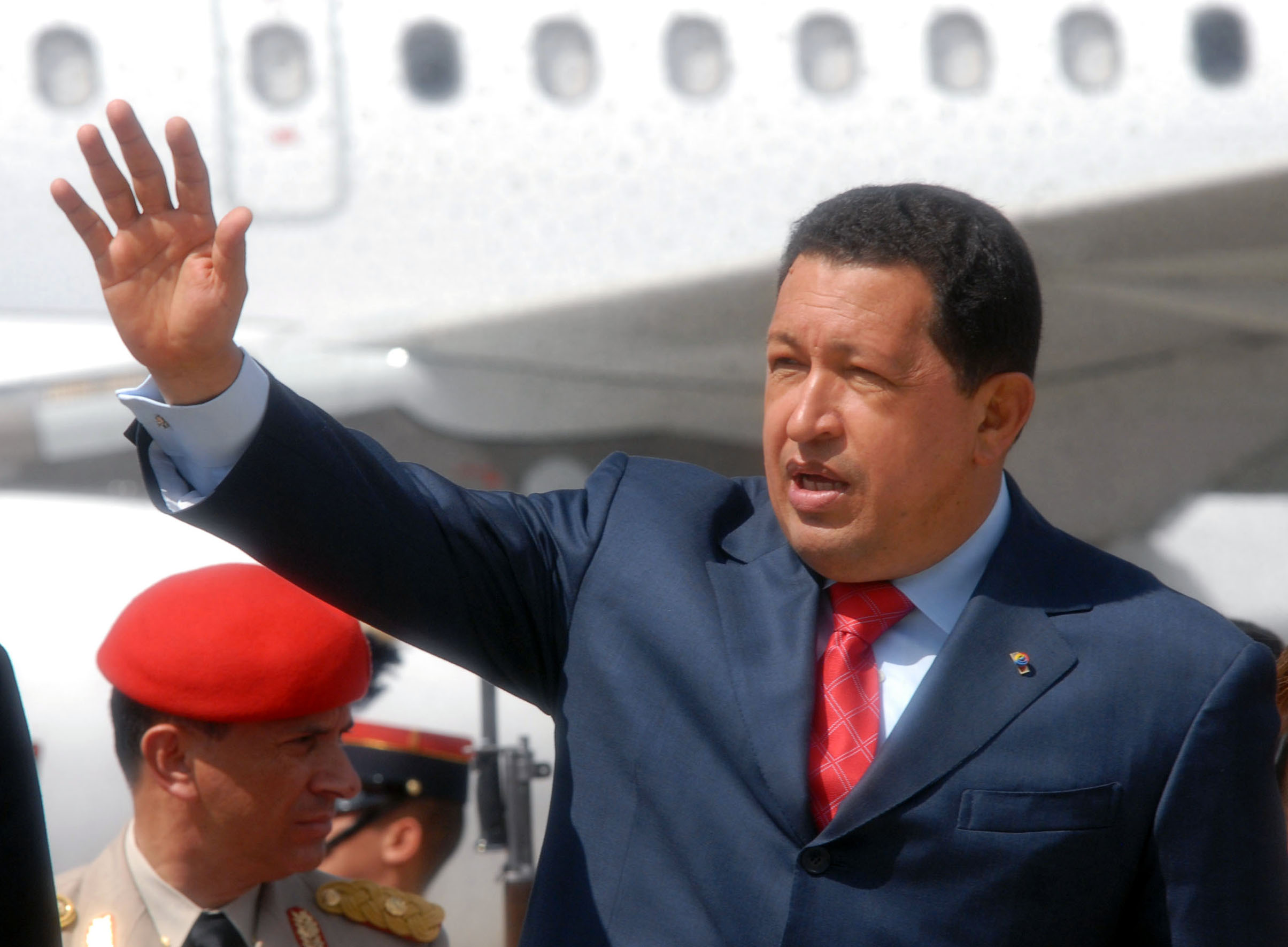
Hugo Chávez

Chawizm (hiszp. chavismo) – lewicowy nurt polityczny, pochodzący od nazwiska prezydenta Wenezueli Hugo Cháveza. Bywa określany jako nurt marksizmu ze względu na liczne odwołania publiczne prezydenta Cháveza do marksizmu. Charakteryzuje się on dążeniem do wprowadzania reform socjalistycznych oraz postawie przeciwnej wobec dominacji USA na świecie. Bywa określany jako wyraz poparcia dla prezydenta Wenezueli.
Sam prezydent określał swoje poglądy jako boliwarianizm, ideologię zapoczątkowaną przez Simóna Bolívara. Obok Bolívara pozostałymi postaciami, które wywarły wpływ na jego koncepcje, byli Simón Rodríguez i Ezequiel Zamora. Opowiadał się za wprowadzaniem socjalistycznych zmian drogą pokojową i określał się jako socjaldemokrata.
Chawizm odrzucił umiarkowane ideologie i opowiedział się za doktryną socjalizmu demokratycznego. Zakładał walkę o równość, wolność, solidarność i sprawiedliwość społeczną; pozostaje w opozycji do socjalizmu państwowego wdrażanego przez rządy ZSRR i Chińskiej Republiki Ludowej. Podkreślał rolę demokracji uczestniczącej – Chávez w okresie swoich rządów wprowadził rady gminne i okręgi boliwariańskie, instytucje oddolnej i uczestniczącej demokracji.
Odżegnywał się od komunizmu i krytykował ZSRR.